# Mouriès
Mouriès é uma comuna francesa na região administrativa da Provença-Alpes-Costa Azul, no departamento de Bocas do Ródano. Estende-se por uma área de 38,35 km². Em 2010 a comuna tinha 3 449 habitantes (densidade: 89,9 hab./km²).